# 出水通

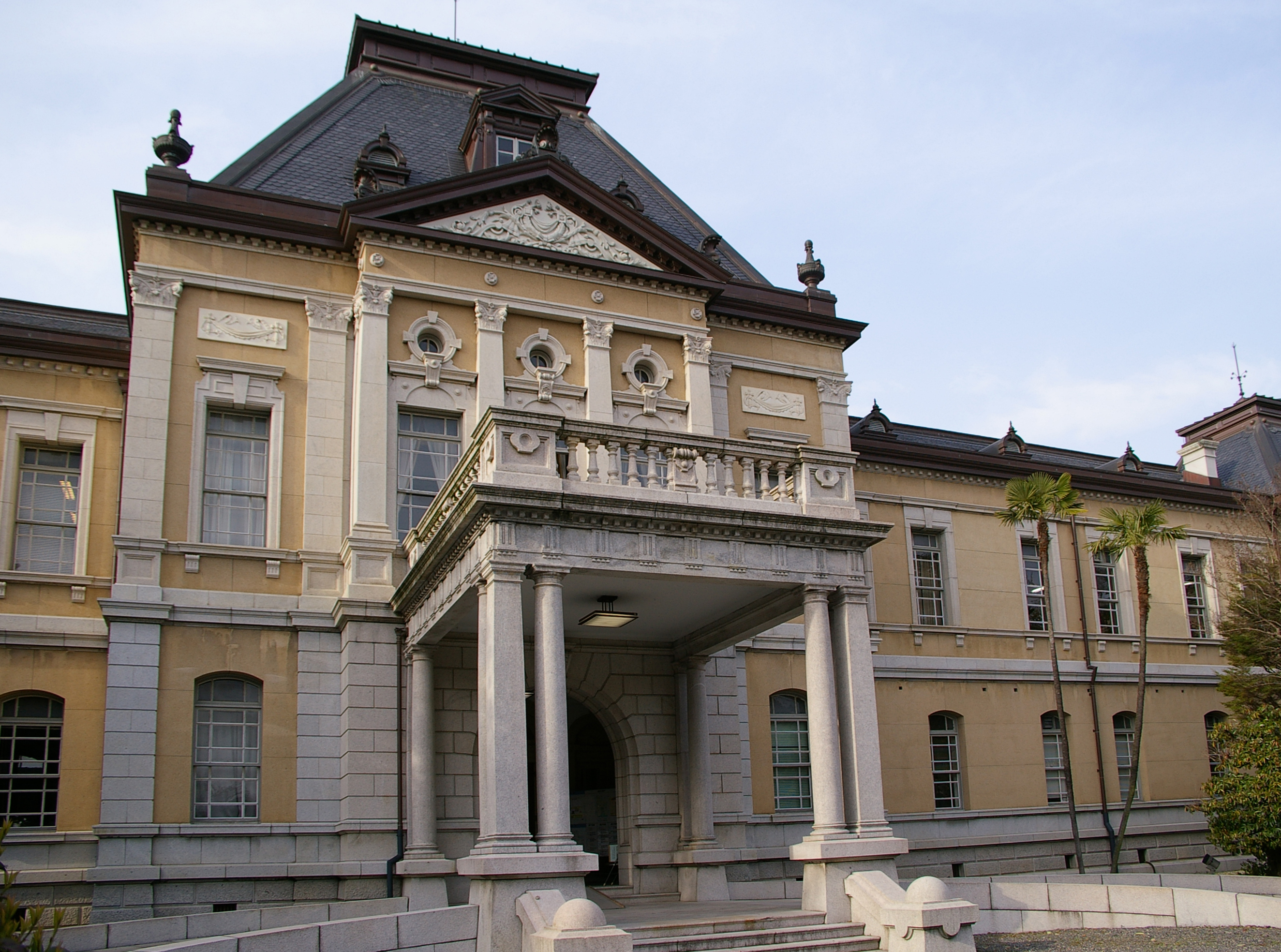
京都府庁旧本館（2006年撮影）。

出水通（でみずどおり）は、京都市の東西の通りの一つである。烏丸通から西へ、途中京都府庁で中断して七本松通までである。市街地中心部を通り、東側では公共機関、西側では寺院が多い。智恵光院通から七本松通までの間、出水通の一筋南・下立売通の一筋北にある比較的新しい、短い通りを新出水通（しんでみずどおり）と呼ぶ。

## 沿道の主な施設
- 京都御苑
- 益富地学会館 （烏丸西入ル）
- 京都法務合同庁舎 （新町通）
- 京都府警察本部 （新町通）
- 京都府庁 （新町通 - 西洞院通）
- 伊藤仁斎旧宅・書庫古義堂 （東堀川通下ル）

## 新出水通
新出水通（しんでみずどおり）は、京都市の東西の通りの一つである。北隣の通りは出水通、南隣の通りは下立売通、東は智恵光院通まで、西は七本松通までである。600メートル程度の短い東西路であり、すべての区間が同市上京区に収まる。出水通と比較して1.5メートル低い高低差がある。出水下ル一筋目（でみずさがるひとすじめ）と固有名詞なしで呼ばれることがある。

### 沿道の主な施設
- 新出水ガレージ （土屋町東入ル） - 西陣劇場（かつての大榮座、1920年 - 1968年）跡地[2]
- 平安宮清涼殿跡地 （土屋町東入ル）
- ミドリアーク千本店 （千本北角）
- 地福寺 （七本松下ル）